# Danilo Turcios
Danilo Turcios, vollständiger Name Danilo Elvis Turcios Funez, (* 8. Mai 1978 in Sonaguera) ist ein ehemaliger honduranischer Fußballnationalspieler.

## Karriere als Spieler

### Verein
Danilo Turcios erste Profistation war Pumas de la UNAH in Honduras, von wo er 2001 innerhalb von Honduras zu CD Motagua wechselte. Noch im gleichen Jahr ging es weiter zu Deportivo Maldonado in Uruguay. 2002 stand er in Reihen des uruguayischen Erstligisten Defensor Sporting. In jenem Jahr soll er dort 34 Spiele in der Primera División bestritten und vier Tore geschossen haben. In der Saison 2003 absolvierte er 13 Erstligaspiele für den Club Atlético Peñarol. Mitte 2003 wechselte er von den „Aurinegros“ nach Mexiko zu UAG Tecos. Nach zwei Jahren wechselte er zum honduranische Erstligist Olimpia Tegucigalpa, wo er mit kurzer Unterbrechung (Juli bis Ende Dezember 2006 bei CSD Comunicaciones in Guatemala) acht Jahre blieb. 2012 wechselte er noch einmal für fünf Monate in die USA zu Atlanta Silverbacks. Anschließend spielte er noch jeweils wenige Monate für Real Sociedad Tocoa und Jaguares UPNFM Tegucigalpa in Honduras, bevor er im Sommer 2013 seine Karriere beendete.

### Nationalmannschaft
Der als Mittelfeldspieler eingesetzte Turcios lief im Mai 1999 zum ersten Mal für die A-Nationalmannschaft seines Heimatlandes auf. Am Ende seiner Nationalmannschaftskarriere hatte er 87 Spielen für die Nationalmannschaft seines Heimatlandes bestritten und dabei sieben Tore erzielt.
Turcios nahm an der Fußball-Weltmeisterschaft 2010 in Südafrika teil. Er wurde von Nationaltrainer Reinaldo Rueda in den 23 Mann umfassenden Kader für die WM-Endrunde berufen und feierte sein WM-Debüt bei der Gruppenbegegnung gegen den späteren Weltmeister Spanien. Danilo Turcios spielte 62 Minuten. Honduras verlor die Partie mit 0:2. Beim letzten Gruppenspiel Honduras` wurde er drei Minuten vor Schluss eingewechselt. Honduras verlor 0:1 und schied in der Vorrunde aus. Dieses Spiel war zugleich das letzte in der Nationalmannschaft für Danilo Turcios.

### Olympia
Danilo Turcios nahm für Honduras mit der Olympia (U23)-Mannschaft von Honduras an den Olympischen Spielen 2000 in Sydney teil. Er spielte alle drei Spiele durch. Honduras schied mit einem Unentschieden gegen Nigeria, einer Niederlage gegen Argentinien und einem Sieg gegen Australien in der Gruppenphase aus.